# Сайто, Тива
Тива Сайто (яп. 斎藤 千和 Сайто: Тива) — японская актриса-сэйю. Родилась 12 марта 1981 года в префектуре Сайтама, Япония. Рост 155 см. Работает в фирме I’m enterprise.

## Биография
Как она рассказывала, поводом для того, чтобы стремиться стать сэйю, был случай, когда мама послала её купить журнал мод (ViVi), а она по ошибке купила журнал сэйю.
В средней школе какое-то время играла в баскетбол. Также, на всеяпонском экзамене по японскому и английскому языкам заняла 10-е место.
После школы, параллельно с учёбой в институте, посещала институт сэйю Nichinare. По его окончании поступила на практику в театральную труппу, связанную с фирмой I’m enterprise, а позже — и в саму эту фирму.
Дебютировала в аниме в 1999 году. С тех пор сыграла множество ролей, играя персонажей самых различных типов. Особенно часто ей доводилось играть в аниме режиссёра Симбо Акиюки (新房 昭之). Это, в частности, Pani Poni Dash!, Bakemonogatari, Sayonara Zetsubou Sensei, Dance in the Vampire Bund и др.
В 2002 году она с коллегами из той же I’m enterprise организовала сэйю юнит Mikkusu JUICE (みっくすJUICE). Помимо Сайто, туда вошли Моринага Рика, Уэда Кана, Накахара Май. В этом составе они записали несколько CD, участвовали в концертах, теле- и радиопередачах. Юнит прекратил существование в 2003 году.
Самостоятельно как певица она почти не выступает, однако участвует в сэйю юнитах, связанных с конкретными аниме, записывает Character songs и т. п.
29 июля 2013 году сообщила о браке, в 2015 году родила дочь.

## Участие в аниме и озвученные персонажи
2001
- Библиотека Кокоро — Кокоро

2002
- Канарейка OVA — Хосино Май, Синдзё Тиаки
- DiGi Charat Panyo Panyo — Принцесса-русалка

2003
- Изгнанник — Лави
- Прочти или умри — Анита Кинг

2004
- Дева Мария смотрит за вами — Мами Ямагути
- Сержант Кэроро — Нацуми Хината
- Дни Мидори — Сэйдзи в детстве
- 7 самураев — Комати Микумари
- Фаза Луны — Хадзуки, Луна
- Пустынная крыса — Косуна (Тайко Коидзуми)
- DearS — Нэнэко Идзуми

2005
- Закон Уэки — Тэнко (маленький)
- Фигурный Калейдоскоп — Ёко Сакурано
- Aria (первый сезон) — Айка
- Прилипала-сан — Тиэ Охаси
- Огнём и мечом — Мелисса
- Pani Poni Dash! — Ребекка Миямото (Бекки)
- Богиня-школьница — Тама
- Zettai Shounen — Мику Мияма
- Gokujou Seitokai — Каори Идзуми

2006
- Дева Мария смотрит за вами OVA — Мами Ямагути
- Нэгима!? — Аня
- Отважное сердце — Миина
- Сказочный мушкетёр Красная Шапочка — Кейн
- Поехали! Крутые девчонки Зет — Курико Акацуцуми
- Nishi no Yoki Majo — Astraea Testament (Адэйль Роланд)
- Kirarin Revolution — Аой Кирисава
- Сага Войн Преисподней: Дисгая — Дженифер
- Strawberry Panic! — Тиё Цукидатэ
- Aria (второй сезон) — Айка
- Горгулья дома Ёсинага — Футаба Ёсинага
- Большой магический перевал — Пая-тан
- Сержант Кэроро (фильм первый) — Нацуми Хината
- Wan Wan Serepuu Soreyuke! Tetsunoshin — Мэг
- Блич — Сэнна

2007
- Пушинка — Минору Ямагути
- Лирическая Волшебница Наноха — Субару Накадзима
- Ромео и Джульета — Рэган
- Сверкающие Слезы & Ветер — Мао
- Шумиха! — Кароль
- Zombie Loan — Юта
- Мобильный воин ГАНДАМ 00 (первый сезон) — Луиза Халеви

2008
- Соул Итер — Ким Диел
- Aria (третий сезон) — Айка
- Канокон — Аканэ Асахина
- Штурмовые ведьмы (первый сезон) — Франческа Луччини
- Волшебный учитель Нэгима! OVA-3 — Аня
- Розарио + Вампир (2 сезон) — Кокоа Сюдзэн
- Kurogane no Linebarrels — Рэйчел Кальвин
- Мобильный воин ГАНДАМ 00 (второй сезон) — Луиза Халеви

2009
- 07-Ghost — Куроюри
- Истории монстров — Хитаги Сэндзёгахара
- Волшебный учитель Нэгима! OVA-4 — Аня
- Sasameki Koto — Мияко Таэма
- Кобато — Кохаку

2010
- Танец на Вампирском берегу — Юки Саэгуса
- Детский сад Ханамару — Маюми
- Arakawa Under the Bridge — Стелла
- Сломанный Меч: Час Пробуждения — Сигюн Эрстер
- Сломанный Меч: Распутье — Сигюн Эрстер
- Сломанный Меч: Знак на кинжале убийцы — Сигюн Эрстер
- Штурмовые ведьмы (второй сезон) — Франческа Луччини
- Mitsudomoe — Мику Сугисаки

2011
- Gosick — Викторика де Блуа
- Mahou Shoujo Madoka Magika — Хомура Акэми
- Nisemonogatari — Хитаги Сэндзёгахара

2012
- Kuroko no Basuke — Рико Айда

2013
- Maoyuu Maou Yuusha — Главная горничная
- Danganronpa: Kibō no Gakuen to Zetsubō no Kōkōsei — Аой Асахина

2016
- Fate/kaleid liner Prisma Illya — Хлоэ фон Айнцберн
- Danganronpa 3: The End of Kibōgamine Gakuen — Аой Асахина

2020
- I’m Standing on a Million Lives — Кахабелл

### Игры
2006
- Persona 3 FES — Метис

2010
- Danganronpa: Kibō no Gakuen to Zetsubō no Kōkōsei — Аой Асахина

2015
- League of Legends — Орианна (японский дубляж)

2016
- Overwatch — Сомбра (японский дубляж)

2018
- Azur Lane — Асигара, Конго
- Identity V — Садовница/Эмма Вудс

2020
- Genshin Impact — Джинн

2024
- Girls’ Frontline[англ.] — P2000
- Persona 3 Reload — Метис
- Reverse Collapse: Code Name Bakery — Ruby
- Wuthering Waves — Changli

2025
- Honkai: Star Rail — Кастория